# Incmanja vas
Incmanja vas (nemško Münzendorf) je naselje v Občini Grabštanj v Okraju Celovec-dežela na Koroškem v Avstriji.